# The Night Before the Divorce
Pour plus de détails, voir Fiche technique et Distribution.
The Night Before the Divorce est un film américain de Robert Siodmak réalisé en 1942.

## Synopsis
(avril 2021).
Le contenu est difficilement compréhensible vu les erreurs de traduction, qui sont peut-être dues à l'utilisation d'un logiciel de traduction automatique.
George Nordyke est marié à Lynn, la femme parfaite, mais en est pourtant mécontent. En effet, sa femme est si compétente que l'ego masculin du pauvre George ne s'exerce jamais. Mais une araignée à l'approche timide, Lola May Wayne, et M. Deflated demandent le divorce et sont prêts à organiser le ménage avec un nouveau venu, mais à la veille du procès un chef d'orchestre qui a regardé Lynn lui-même, est assassiné, et Lynn se méfie délibérément d'elle-même. 
Juste comme il le pensait, George revient à sa rescousse. George prévoit de l'emmener à leur yacht et de partir pour le Canada mais, maudit, le yacht a été mis hors service et ne naviguera nulle part. Mais Lola May les a suivis et rapporte leur localisation à la police. Le crime est résolu et George et Lynn décident d'oublier le divorce.

## Fiche technique
- Titre original : The Night Before the Divorce
- Réalisation : Robert Siodmak
- Scénario : Jerry Sackheim, d'après la pièce de Gina Kaus et Ladislas Fodor
- Producteur : Ralph Dietrich
- Musique : Leigh Harline, Cyril J. Mockridge
- Directeur de la photographie : J. Peverell Marley
- Montage : John Brady
- Société de production : Twentieth Century Fox
- Durée : 67 minutes
- Pays : États-Unis
- Langue : Anglais
- Couleurs : Noir et blanc
- Format : 1.37 : 1
- Son : Mono (Western Electric Mirrophonic Recording)
- Date de sortie :
  -  États-Unis : 6 mars 1942

## Distribution
- Lynn Bari	: Lynn Nordyke
- Mary Beth Hughes : Lola May
- Joseph Allen : George Nordyke (comme Joseph Allen Jr.)
- Nils Asther : Victor Roselle
- Truman Bradley : l'inspecteur Bruce Campbell
- Kay Linaker : Hedda Smythe
- Lyle Latell : l'inspecteur Brady
- Mary Treen : Olga, la servante
- Thurston Hall : Bert 'Mousey' Harriman
- Spencer Charters : le juge
- Leon Belasco : Leo, le maître d'hôtel
- Tom Fadden : le capitaine Walt
- Alec Craig : Jitters Newman, un voleur
- Ruby Dandridge (non créditée) : Fan